# Распеће (филм)
Распеће (енгл. The Crucifixion) је румунско-британски хорор филм из 2017. године. Режију потписује Гзавје Жан, по сценарију Чада Хејза и Керија Хејза. Темељи се на истинитом егзорцизму часне сестре Румунске православне цркве у Танакуу.

## Радња
Прича почиње у Румунији застрашујућим вриском из даљине. Свешетник Димитру је затворен због убиства часне сестре над којом је извршавао егзорцизам. Истраживачка новинарка покушава да открије је ли свештеник убио душевно болесну особу или је једноставно изгубио битку с демонском присутношћу.

## Улоге
| Глумац           | Улога          |
| ---------------- | -------------- |
| Софи Куксон      | Никол Ролинс   |
| Британи Ашворт   | Вадува         |
| Корнелију Уличи  | Антон          |
| Метју Зајак      | Горник         |
| Раду Банзару     | Аманар         |
| Хавијер Ботет    | човек без лица |
| Флоријан Војку   | Тавијан        |
| Маја Моргенштерн | др Фунар       |
| Раду Андреј Мику | ђакон          |